# Any key

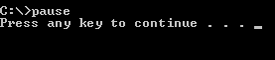
El comando pause de MS-DOS requiere que el usuario «Presione cualquier tecla para continuar».

La frase «Presione cualquier tecla para continuar» (en inglés «Press any key to continue») es una indicación al usuario cuando es necesario pausar la ejecución de un programa informático. El programa se reanuda cuando el usuario presiona cualquier botón del teclado.

## Historia
Las primeras computadoras se operaban típicamente usando teleimpresores mecánicos, que proporcionaban un registro impreso continuo de su salida. Sin embargo, durante la década de 1970, estos se volvieron obsoletos y se reemplazaron con unidades de visualización, y el texto se perdía una vez que se desplazaba por la parte superior de la pantalla. Para compensar, los programas normalmente hacían una pausa en la operación después de mostrar una pantalla de datos, de modo que el usuario pudiera observar los resultados y luego presionar una tecla para pasar a la siguiente pantalla.
También se requería una pausa similar cuando se requería alguna acción de hardware por parte del usuario, como insertar un disquete o cargar una impresora con papel.
Estas indicaciones eran comunes en los sistemas operativos basados en texto antes del desarrollo de las interfaces gráficas de usuario, que generalmente incluían barras de desplazamiento para permitir al usuario ver más de una pantalla o ventana de datos. Por lo tanto, ya no son necesarios como medio para paginar la salida, pero el equivalente gráfico (como «Haga clic en Aceptar para continuar») todavía se usa para las interacciones de hardware.
El indicador no es estrictamente exacto en cuanto a que, para la gran mayoría de sistemas informáticos, las teclas modificadoras o las teclas de bloqueo no harán que se reanude el proceso, ya que no producen un carácter real que el programa pueda detectar.

## Significado cultural

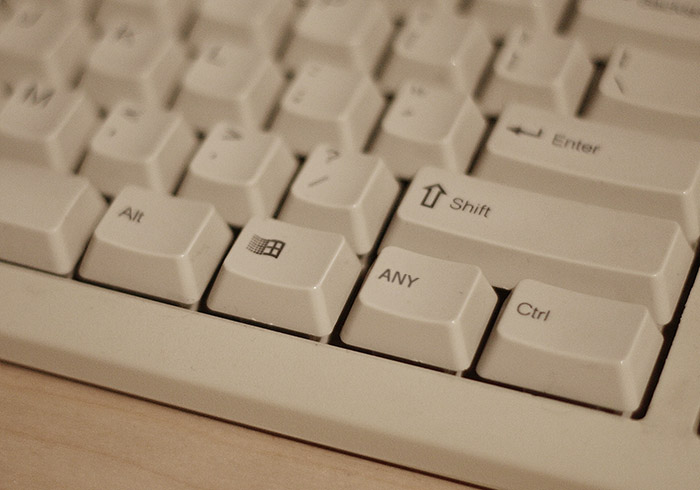
Foto de un teclado que ha sido manipulada para incluir la tecla «ANY».

Un manual de Apple Computer de 1982 para desarrolladores advertía:

No le digas al usuario que «presione cualquier tecla». (...) En las computadoras de la serie Apple II, no puede leer todas las teclas por sí solas: RESET, SHIFT, CONTROL. También hemos averiguado en las pruebas que los nuevos usuarios, en particular, entran en pánico cuando se les pide que presionen cualquier tecla. Más del 80% se darán la vuelta y dirán: «pero ¿qué tecla debo presionar?». Al interrogarlos acerca de esta respuesta, descubrimos que están bastante convencidos de que, aunque el mensaje indica que todas las teclas estaban bien para presionar, algunas podrían ser peligrosas. Por supuesto, tenían toda la razón.

Desde 1988, hay informes de que algunos usuarios han buscado una tecla con el nombre «any» («cualquiera»), y han llamado a asistencia técnica cuando no han podido encontrarla. Incluso Compaq editó su sección de preguntas frecuentes (FAQ) para explicar que la tecla «any» no existe, y en su momento consideró reemplazar la frase «Press any key» por «Press Return key».
Algunos controles remotos de Samsung para reproductores de DVD, como es el caso del DVD-R130, incluyen un «any key» en su interfaz. Se utiliza para ver el estado del DVD que se está viendo.
El concepto de «any key» («tecla cualquiera») se ha convertido en una pieza popular de humor informático, y se utilizó como broma en Los Simpson en el episodio de la séptima temporada King-Size Homer.